# مبيان شريط

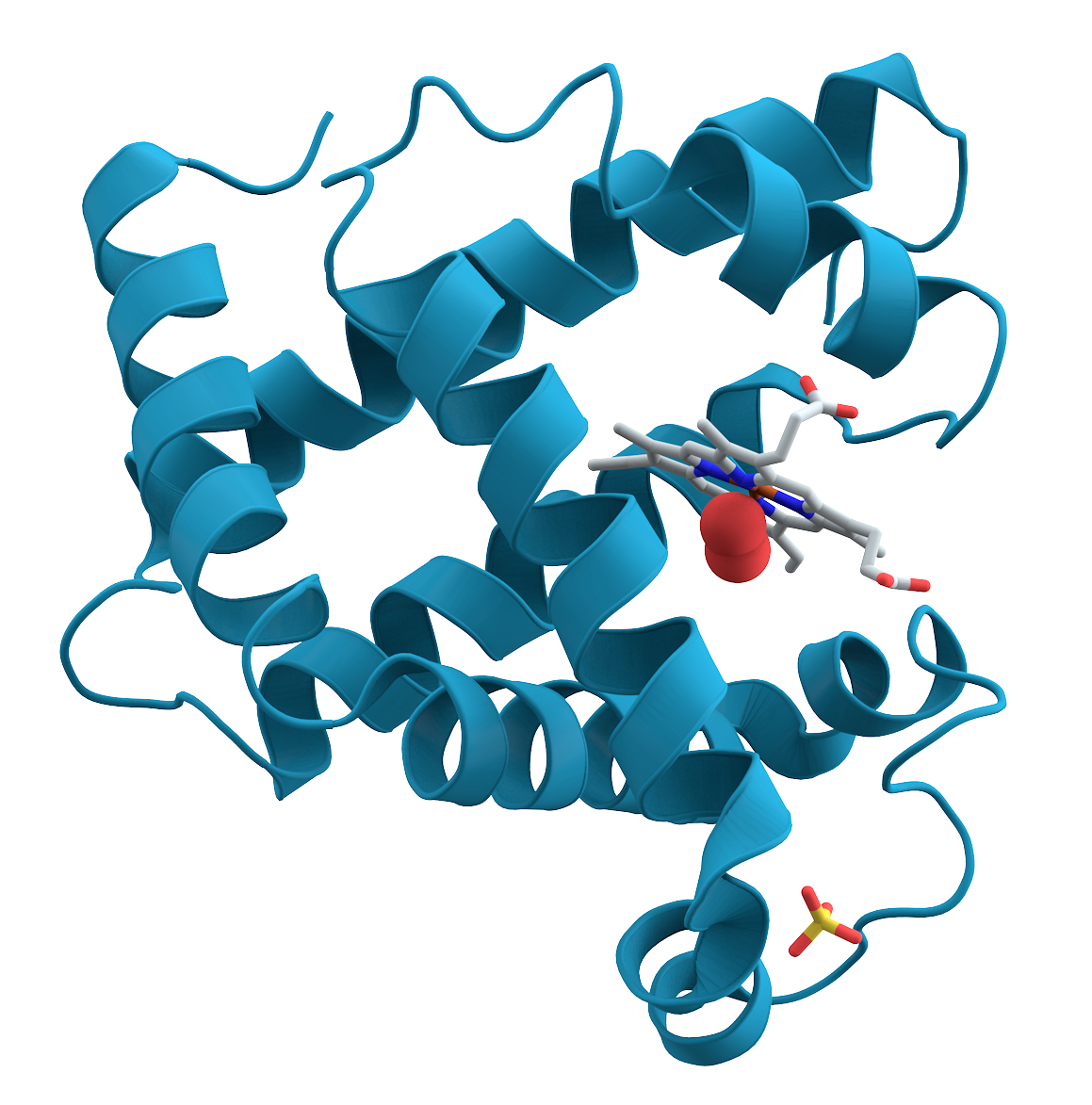
نموذج شريطي لميوغلوبين مرتبط بالهيم (عصي) والأكسجين (كريات حمراء)،.

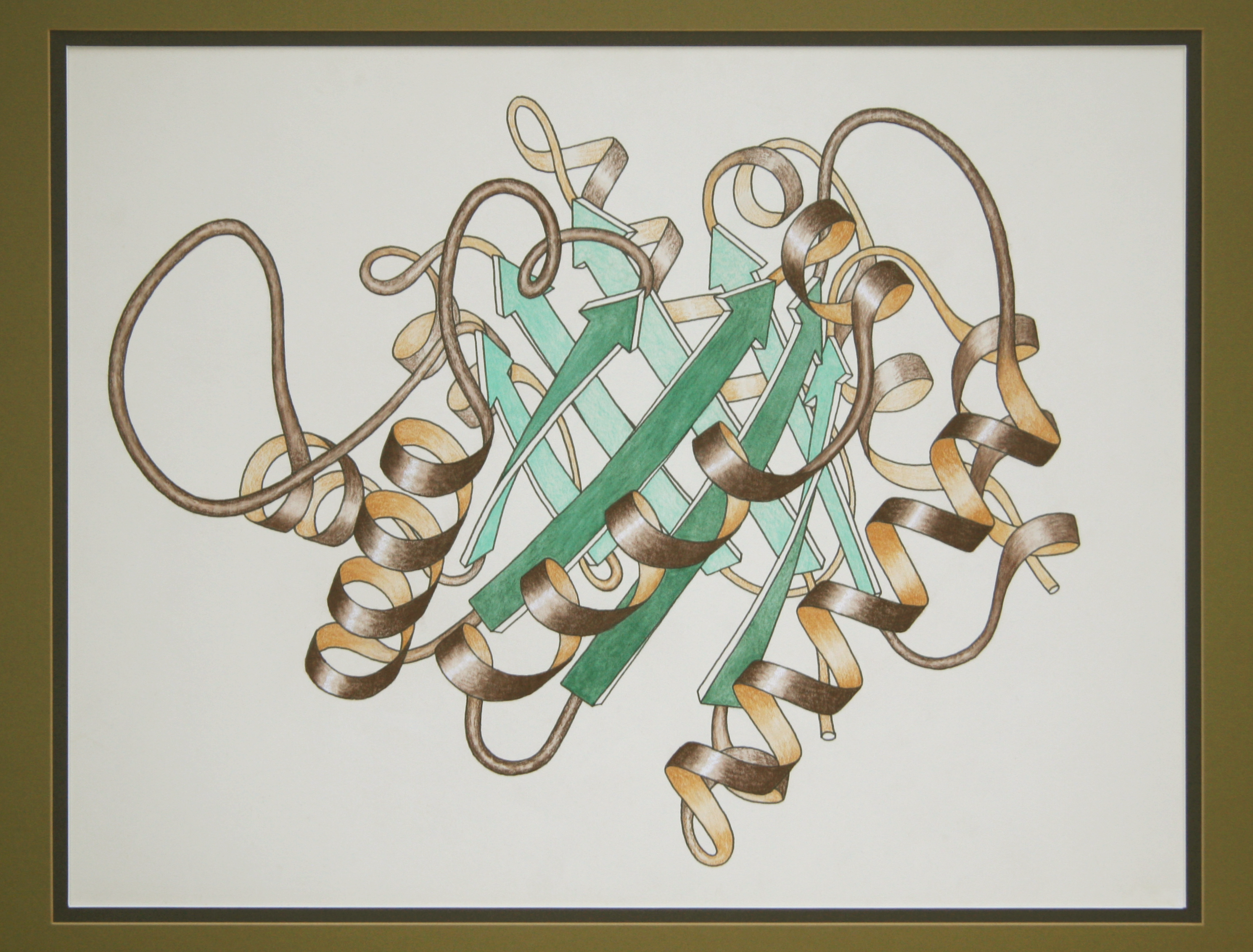
تمثيل شريطي لموحود مصاوغة التريوز فسفات (رسم يدوي بواسطة جاين ريتشاردسون سنة 1981)،.

مبيان شريط أو نموذج شريطي ويعرف كذلك باسم مبيان ريتشاردسون (بالإنجليزية: Ribbon diagram)‏ هي تمثيلات تخطيطية ثلاثية الأبعاد لبنية البروتين وهي أحد أكثر الطرق استخداما في تصوير البروتينات حاليا. يُظهر الشريط البنية العامة وتنظيم العمود الفقري للبروتين بهيئة ثلاثية الأبعاد، ويعمل كإطار لتوضيح تفاصيل البنية الذرية الكاملة، مثل كرات الأكسجين المرتبطة بالموقع النشط للميوغلوبين في الصورة على اليسار. تظهر لوالب ألفا كشرائط لولبية أو أنابيب سميكة، وتظهر صحائف بيتا كأسهم، أما السطور أو الأنابيب الرقيقة فهي لتمثيل اللفائف أو الحلقات غير المتكررة. يوضَّح اتجاه عديد الببتيد محليا بواسطة أسهم، ويمكن أن يشار إليه بشكل عامل بواسطة التدرج اللوني على طول الشريط.
النماذج الشريطية بسيطة وفي نفس الوقت قوية في التعبير عن الأساسيات البصرية لبنية البروتين (الثني، التطوي وفك التطوي). صورت هذه الطريقة بنجاح التنظيم العام لبنية البروتين، موضحة معلومات بنيتها الثلاثية، وهذا سمح بفهم أفضل للمركبات المعقدة بواسطة كل من علماء الأحياء الخبراء في البنى الحيوية وكذلك العلماء الآخرين، والطلاب، وعامة الجمهور.